# Artus Gouffier de Boisy
Artus Gouffier de Boisy (Ballaison, 6 settembre 1474 – Montpellier, 13 maggio 1519) è stato un diplomatico francese.
Era duca di Roannez e pari di Francia, conte di Étampes, conte di Caravaggio, barone di Passavant, di Maulévrier, di Roanne, di Saint-Romain-la-Motte, di Bourg-Charente e di Saint-Loup-Lamairé, signore di Oiron, di Villedieu-sur-Indre, di Valence e di Cazamajor. Fu Gran maestro di Francia e tentò di negoziare una pace duratura tra il Regno di Francia e la Casa d'Asburgo, ma la sua morte prematura impedì che si concludesse l'accordo.

## Vita
Figlio maggiore di Guillaume Gouffier de Boisy, siniscalco di Saintonge e di Philippine de Montmorency, iniziò la sua carriera a corte come paggio di Carlo VIII, di cui suo padre era stato precettore. Accompagnò Carlo nella conquista del Regno di Napoli nel 1495, e accompagnò Luigi XII in Italia. Tornò in Italia nel 1515 e combatté con Francesco I a Marignano. Fu impiegato in diverse missioni diplomatiche. Insieme a Etienne Poncher fu uno dei principali negoziatori francesi del trattato di Noyon nel 1516, ma morì improvvisamente durante il fallito tentativo di accordo tra i rappresentanti di Carlo V e Francesco I avvenuto a Montpellier nel maggio 1519.
Immensamente ricco, Gouffier era un mecenate di pie istituzioni e di artisti e poeti come Clément Marot, che scrisse per lui un epitaffio.